# Wiesbach (Steinlach)
Der Wiesbach, auch Obwiesbach und amtlich falsch Oberwiesbach genannt, ist ein etwa 41⁄2 km langer Bach überwiegend auf der Gemarkung der Gemeinde Nehren im baden-württembergischen Landkreis Tübingen, der wenig vor der Ortsgrenze von Dußlingen von rechts und zuletzt Osten in die mittlere Steinlach mündet.
Etwa einen Kilometer weiter abwärts mündet in Dußlingen von derselben Seite der Obwiesbach, der dicht am Unterlauf des Wiesbachs entsteht.

## Geographie

### Verlauf
Der Wiesbach beginnt seinen Lauf auf etwa 460 m ü. NHN weniger als einen Kilometer südöstlich des Ortsrandes von Nehren in einer Talrinne westlich-unterhalb einer verfüllten Deponie am Hasenbühl. Er läuft zunächst etwa westwärts, anfangs auf der Grenze der Gemeinde zur Stadt Mössingen und wendet sich, von Obstbaumwiesen an den Hängen begleitet, langsam nach rechts und erreicht dabei fast die K 6943 Mössingen–Nehren. Von dort an fließt er auf Nehrener Gemarkung weiter, unterquert nahe an deren Nehrener Haltepunkt die Bahnstrecke Sigmaringen–Tübingen. 
Danach läuft er durch das langgezogene, teilweise locker bebaute Gewerbegebiet am Südostrand von Nehren, das an der Feldseite von der Bahnstrecke und an der Dorfseite von der L 384 begrenzt ist, etwa parallel zu beiden Verkehrswegen nach Nordosten, auf einem Abschnitt unterirdisch erdolt, meist aber offen, schlängelig und von einer Baumgalerie begleitet.
Am Nordosteck von Nehren kehrt sich der seit dem Haltepunkt in sehr flachen Terrain laufende Bach nach links und läuft nun in einem immer mehr eingetieften Tal am Nordrand von Nehren entlang nach Westen, am dorfseitigen Hang wiederum begleitet von der L 384. Gegen Ende des Tales entsteht rechtsseits in nur etwa 50 Metern Abstand der Obwiesbach, nach einer älteren Karte anscheinend der alte Unterlauf des Wiesbachs.
Bald danach tritt der Wiesbach aus seinem Unterlauftal ins Tal der Steinlach aus und zieht nun schnurgerade in recht flachem Wiesengelände nach Nordwesten. Kurz bevor er die neben dem Fluss laufende B 27 Ofterdingen–Dußlingen unterquert, knickt er, inzwischen in einem Zipfel Dußlinger Gemeindegebietes, abrupt nach Westen ab. Nach weiteren 300 Metern schnurgeraden Laufes, zuletzt wieder auf Nehrener Gebiet, fließt er zwischen Talsportplätzen ober- und unterhalb auf 387,4 m ü. NHN zwischen dem Wohnplatz Nehrener Mühle flussauf- und Dußlingen flussabwärts in die mittlere Steinlach ein.
Der Wiesbach mündet nach 4,6 km langem Lauf mit mittlerem Sohlgefälle von etwa 16 ‰ rund 73 Höhenmeter unterhalb seines Ursprungs am Südfuß des Hasenbühls. 

### Einzugsgebiet
Der Wiesbach hat ein 5,8 km² großes Einzugsgebiet, das naturräumlich zum Mittleren Albvorland gehört und ganz oder fast ganz dessen Unterraum Die Steinlach angehört. Allenfalls ein sehr kleiner Zipfel mit der Quelle und dem Hang darüber ist Teil des Unterraum Die Steinlach-Albvorberge. Dort liegt auch im Firstwald auf einem westlichen Spornausläufer des Mössinger Schlußbuckels der mit etwa 558 m ü. NHN höchste Punkt.
Nur dort gibt es auch etwas geschlossenen Wald, darunter in der offenen Flur dominieren die Wiesen gegenüber den Äckern. Etwa ein Viertel des Einzugsgebietes wird vom Dorf Nehren eingenommen, das ganz innerhalb von ihm liegt und der einzige Siedlungsplatz im Einzugsgebiet ist. Ein kleiner Gebietsanteil im Süden linksseits des obersten Laufes gehört zum Stadtgebiet von Mössingen, ein noch kleinerer am Unterlauf zum Gemeindegebiet von Dußlingen.
Reihum grenzen die Einzugsgebiet der folgenden Nachbargewässer an:
- Im Osten fließt der Spundgraben zur Wiesaz, einem tieferen Zufluss der Steinlach an ihrem Unterlauf;
- auch im Norden liegt Spundgraben-Einzugsgebiet sowie mündungsnäher das des Obwiesbach, der weniger weit abwärts die Steinlach erreicht;
- im Nordwesten ist das nächste Gewässer die Steinlach;
- im Westen fließt der Ehrenbach oder Nehrenbach nun oberhalb des Wiesbachs zur Steinlach;
- im Südwesten tut dies der Bachsatzgraben;
- im Süden ist die obere Steinlach das nächste Gewässer.

### Zuflüsse
Liste der Zuflüsse von der Quelle zur Mündung. Höhe nach dem entsprechenden Layer auf der Onlinekarte der LUBW. Andere Quellen für die Angaben sind vermerkt.
- (Zufluss vom Hasenbühl), von rechts und Südosten auf unter 420 m ü. NHN am Eintritt ins Nehrener Gewerbegebiet, ca. 0,9 km[LUBW 5] und ca. 0,3 km².[LUBW 6] Entsteht auf etwa 460 m ü. NHN am Nordhang des Hasenbühl. Hat drei etwa gleich lange Oberlaufzweige und unbeständige Wasserführung.
- (Bach durch die Au), von links und Südsüdwesten auf etwa 396 m ü. NHN nach dem Austritt aus dem Untertal, 1,3 km[LUBW 3] und ca. 0,6 km².[LUBW 6] Entsteht auf etwa 425 m ü. NHN im Gewann Riegelbach vor einer kleinen Talkerbe am Nordwesthang des Ehrenbergs oder Nehrenbergs und kehrt sich bald auf schnurgeraden Grabenlauf rechtsseits parallel zur Steinlach, jedoch inmitten einer natürlichen flachen Mulde.

## Geologie
Im Einzugsgebiet stehen Jura-Gesteine vom Opalinuston des Braunjuras bis hinunter zum Obtususton des Schwarzjuras an. Den Unterjura erreicht der Bach erst an seiner Westwende in sein Unterlauftal hinein. Am Nordwestfuß des Ehrenbergs/Nehrenbergs liegen im Teileinzugsgebiet des unteren Zuflusses in der Steinlach-Talebene Terrassensedimente aus dem Pleistozän. Parallel zum westwärts orientierten Unterlauftal zieht durchs nördliche Nehren ein kurze Störungslinie mit der Tiefscholle zum Tal zu.

## Natur und Schutzgebiete
Der Wiesbach ist bis zum Ortsrand von Nehren einen halben bis drei Meter breit, mehr oder weniger eingetieft und nicht begradigt, er fließt in einer Baumgalerie, sein Sohlsediment ist schlammig. Ab dort ist er dann begradigt und wenig naturnah, wenn auch von einer Baumreihe begleitet. In seinem Unterlauftal schlängelt sich der dort bis zu zwei Meter breite Bach und läuft in einer Auengalerie teils über Schlam, teils über schefrigen Platten auf dem Bachgrund. Das Bett ist eingetiegt, teilweise bricht der Boden am Ufer ab. Mit dem Übergang in die Talebene der Steinlach wird der Lauf zu einem schnurgeraden kahlen Graben.
Ein großer Teil des Hangs an der Höhenstufe zu den Steinlach-Albvorbergen im Südosten mit vielen, teilweise verwilderten Hochstamm-Obstwiesen steht als Kirschenfeld unter Landschaftsschutz.

### LUBW
Amtliche Online-Gewässerkarte mit passendem Ausschnitt und den hier benutzten Layern: Lauf und Einzugsgebiet des Wiesbachs und des Obwiesbachs

Allgemeiner Einstieg ohne Voreinstellungen und Layer: Daten- und Kartendienst der Landesanstalt für Umwelt Baden-Württemberg (LUBW) (Hinweise)
1. 1 2  Höhe nach dem Höhenlinienbild auf dem Hintergrundlayer Topographische Karte.
2. ↑  Höhe nach grauer Beschriftung auf dem Hintergrundlayer Topographische Karte.
3. 1 2  Länge nach dem Layer Gewässernetz (AWGN).
4. ↑  Einzugsgebiet nach dem Layer Basiseinzugsgebiet (AWGN).
5. ↑  Länge abgemessen auf dem Hintergrundlayer Topographische Karte.
6. 1 2  Einzugsgebiet abgemessen auf dem Hintergrundlayer Topographische Karte.
7. ↑  Schutzgebiete nach den einschlägigen Layern, Natur teilweise nach dem Layer Geschützte Biotope.

### Andere Belege
1. 1 2  Zum Beinamen Obwiesbach statt Oberwiesbach, wie er auf der amtlichen Gewässerkarte eingetragen ist, siehe die Darlegung im Artikel Obwiesbach.
2. ↑  Abfluss-BW - Daten und Karten
3. ↑  Auf dem
  - Meßtischblatt 7520 Mössingen von 1911 in der Deutschen Fotothek

setzt der heutige Obwiesbach den Lauf ab der Unterlaufklinge fort, die begradigte Strecke nordwestwärts zur Steinlach noch vor Dußlingen gab es danach damals noch nicht.
4. ↑  Friedrich Huttenlocher: Geographische Landesaufnahme: Die naturräumlichen Einheiten auf Blatt 178 Sigmaringen. Bundesanstalt für Landeskunde, Bad Godesberg 1959. → Online-Karte (PDF; 4,3 MB)
5. ↑  Geologie nach den Layern zu Geologische Karte 1:50.000 auf: Mapserver des Landesamtes für Geologie, Rohstoffe und Bergbau (LGRB) (Hinweise)